# 別爾傑尼什湖
55°47′46″N 60°52′58″E / 55.7961°N 60.8828°E
別爾傑尼什湖（俄语：Бердениш），是俄羅斯的湖泊，位於該國西南部車里雅賓斯克州，面積12.2平方公里，海拔高度224米，該湖泊平均水深1.9米，最大水深3.5米。